# (273) Átropo

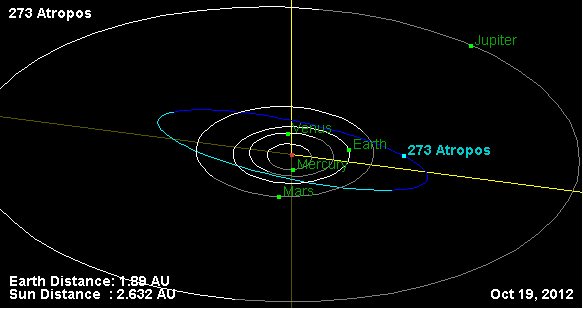
Órbita de Átropos por el Jet Propulsion Laboratory. California Institute of Technology

(273) Átropo es un asteroide perteneciente al cinturón de asteroides descubierto el 8 de marzo de 1888 por Johann Palisa desde el observatorio de Viena, Austria.
Está nombrado por Átropo, una de las tres moiras de la mitología griega.
Átropo forma parte de la familia asteroidal de Focea.